# دانيال تيوني
دانيال تيوني (بالألمانية: Daniel Thioune؛ بالفرنسية: Daniel Thioune) هو مدرب كرة قدم ولاعب كرة قدم ألماني وسنغالي في مركز الهجوم، ولد في 21 يوليو 1974 في غيورغسمارينهوته في ألمانيا. لعب مع روت فايس آهلن ونادي أوسنابروك.

## وصلات خارجية
- دانيال تيوني على موقع قاعدة بيانات كرة القدم.إي يو (الإنجليزية)
- دانيال تيوني على موقع Soccerway.com (الإنجليزية)
- دانيال تيوني على موقع عالم كرة القدم.نت (الإنجليزية)